# Tara Sharma
Tara Sharma (ur. 11 stycznia 1977) – aktorka pochodzenia anglo-indyjskiego. Matka jej jest Angielką, ojciec indyjskim aktorem. Zadebiutowała z Anil Kapoorem w Om Jai Jagadish. Znana też z ról w Khosla Ka Ghosla, Masti i Page 3.

## Filmografia
1. Haseena: Smart, Sexy, Dangerous (2008) (w produkcji)
2. The Other End of the Line (2008)
3. Mumbai Cutting (2008)
4. Odnaleziony narzeczony (2010)
5. Britz (2007) (TV) .... Parvin
6. Overnight (2007) .... Tara
7. „Raven: The Secret Temple” (2007) TV series .... Satyarani
8. Heyy Babyy (2007) .... gościnnie w piosence
9. Khosla Ka Ghosla! (2006) .... Meghna
10. Aksar (2006) .... Nisha
11. The Whisperers (2006) .... Kavita
12. Mr Prime Minister (2005) .... Roshanara
13. Amavas (2005) .... Tara
14. Page 3 (2005) .... Gayetri Sachdeva
15. Bardaasht (2004) .... Ramola, Anuj’s girlfriend
16. Masti (2004) .... Geeta
17. Saaya (2003) .... Dr. Maya A. Bhatnagar
18. „The Bill” .... Mandira (1 episode, 2002)
19. Om Jai Jagadish (2002) .... Puja
20. Dal: The Gang (2001)